# ラグランド (オレゴン州)
ラグランド（英: La Grande、発音: [ləˈɡrænd]）は、アメリカ合衆国オレゴン州の都市。ユニオン郡の郡庁所在地である。人口は1万3026人（2020年）。東オレゴン大学がある学園都市。ペンドルトンの南東に位置している。
元々は「ブラウンズビル」（Brownsville）と呼ばれていたが、同州リン郡に同名の都市が存在するため現行の市名に改称された。現行の市名は、初期のフランス系移民だったCharles Dauseがしばしばこの地の自然美を指して"La Grande"と言い表したことに由来する。

## 歴史

### 入植の歴史
オレゴン・トレイルの途中に、グランド・ロンド・バレーと呼ばれる場所があった。ラ・グランドの最初の永住移民は、1861年にこの地に入ってきたベンジャミン・ブラウンである.。その後間もなく、リージー家を筆頭に更に20人程度が移住してきた。この集落は当初はこのベンジャミン・ブラウンの名に因んでブラウンズフォート、ブラウンズタウン、ブラウンズビルなどと呼ばれた。ところがオレゴン州リン郡には既にブラウンズビルと呼ばれる集落が別にあったため、この地に郵便局が置かれた時には異なる名称が必要となった。そして名称は「ラグランド」に決まった。ラグランドとは、フランス人Charles Dauseがこの地域の壮観な景観を指して用いたフレーズである。ラグランドの郵便局が設置される前は、ウィリアム・カーターと呼ばれる人物が手紙1通につき50セントで、ワシントン州ワラワラにある最寄の郵便局まで馬に載せて運んでいた。ラグランドは1865年に市制を布き、1868年に地図が作成された。

### 成長
ラグランドは1860年代後半から1870年代前半にかけて急成長を遂げた。近隣に多くの金鉱があり、また渓谷内に農業に適した肥沃な土地が広がっていたためである。最初期の企業は、現在の4番街と西端の丘陵の間にあるCアベニュー沿いに軒を連ねていた。
1884年、鉄道が「オールドタウン」のすぐ東にある平地まで延伸した。これによりラグランドの町は成長し、鉄道に沿ってアダムズ通りを中心とした「ニュータウン」の発展につながった。
1990年までにラグランドの人口は2,992人にまで成長し、その人口はベーカーシティの半分に達した。
ラグランドの東オレゴン大学（以前は東オレゴン州立カレッジと呼ばれた）は、1929年に東オレゴン師範学校として創設された。

### 砂糖工場
ラグランドにはテンサイを粗糖に加工する工場があった。テンサイは、近隣のモルモン教の町ニブリーで生産され、ともにオレゴン砂糖会社が保有していた。1899年、当時の工場長だったR・ドーストリングは、この工場で使われた布製のフィルターで、先住民がテントを作ったと伝えている。

## 地理
アメリカ合衆国国勢調査局に拠れば、ラグランド市の総面積は4.61平方マイル (11.94 km2)で、その内4.58平方マイル (11.86 km2)が陸地、0.03平方マイル (0.08 km2)が水域である。グランド・ロンド・バレーにおいてハブとなる位置にある。エミリー山はグランド・ロンド・バレーを象徴する山で、ラグランド市の南部に位置し、しばしば市内のさまざまな機関のロゴのモチーフとして用いられている。他方、グランド・ロンド・バレーの反対側にはハリス山という山があり、こちらも同様に市内でロゴに用いられることが多い。

## 人口動態

### 2010年国勢調査
2010年の国勢調査では、市の人口は13,082人で、5,395世帯、3,073家族が暮らしていた。人口密度は2,856.3人毎平方マイル (1,102.8/km2)だった。1,265.1毎平方マイル (488.5/km2)の平均密度に5,794軒の住宅が建っている。人種構成は、白人91.3%、アジア系1.1%、アフリカン・アメリカン0.8%、先住民1.4%、太平洋諸島系1.5%、その他の人種1.4%、および混血2.5%である。人口の4.6%はヒスパニックまたはラテン系だった。
5,395世帯のうち、28.4%が18歳未満の子供と一緒に生活しており、40.7%は夫婦で生活している。11.7%は未婚の女性または寡婦が世帯主であり、4.6％は未婚の男性または妻が死別した世帯主であり、43.0%は結婚していない。32.8%は1人以上の独身の居住者が住んでおり、11.6%は65歳以上で独身である。1世帯の平均人数は2.30人であり、結婚している家庭の場合は、2.93人である。
市内の住民は22.4%が18歳未満の未成年、18歳以上24歳以下が16%、25歳以上44歳以下が23.6%、45歳以上64歳以下が23.3%、および65歳以上が14.8%にわたっている。中央値年齢は32.8歳である。性比は、女性48.1%、男性51.9%である。

### 2000年国勢調査
2000年の国勢調査では、市の人口は12,327人で、5,124世帯、2,982家族が暮らしていた。（2007年における推計人口は8,270人である。）人口密度は1,476.3/mi2（2,833.5/km2）だった。1,260.3/sq mi（486.7/km²）の平均密度に5,483軒の住宅が建っている。人種構成は、白人92.92%、アジア系1.26%、アフリカン・アメリカン0.68%、先住民0.78%、太平洋諸島系0.90%、その他の人種1.40%、および混血2.07%である。人口の2.77%はヒスパニックまたはラテン系だった。
5,124世帯のうち、28.0%が18歳未満の子供と一緒に生活しており、45.1%は夫婦で生活している。9.6%は未婚の女性または寡婦が世帯主であり、41.8%は結婚していない。32.2%は1人以上の独身の居住者が住んでおり、12.6%は65歳以上で独身である。1世帯の平均人数は2.32人であり、結婚している家庭の場合は、2.93人である。
市内の住民は23.6%が18歳未満の未成年、18歳以上24歳以下が16.5%、25歳以上44歳以下が23.9%、45歳以上64歳以下が21.4%、および65歳以上が14.6%にわたっている。中央値年齢は56歳である。女性100人ごとに対して男性は84.8人である。18歳以上の女性100人ごとに対して男性は82.1人である。
この都市の世帯ごとの平均的な収入は31,576米ドルであり、家族ごとの平均的な収入は40,508米ドルである。男性は32,746米ドルに対して女性は21,930米ドルの平均的な収入がある。この地域の一人当たりの収入 (per capita income) は16,550米ドルである。人口の15.2%および家族の8.3%の収入は貧困線以下である。全人口のうち18歳未満の10.0%および65歳以上の9.0%は貧困線以下の生活を送っている。

## 名所

### 商業地区
関連項目：Wikimedia Commons ラグランド商業歴史地区

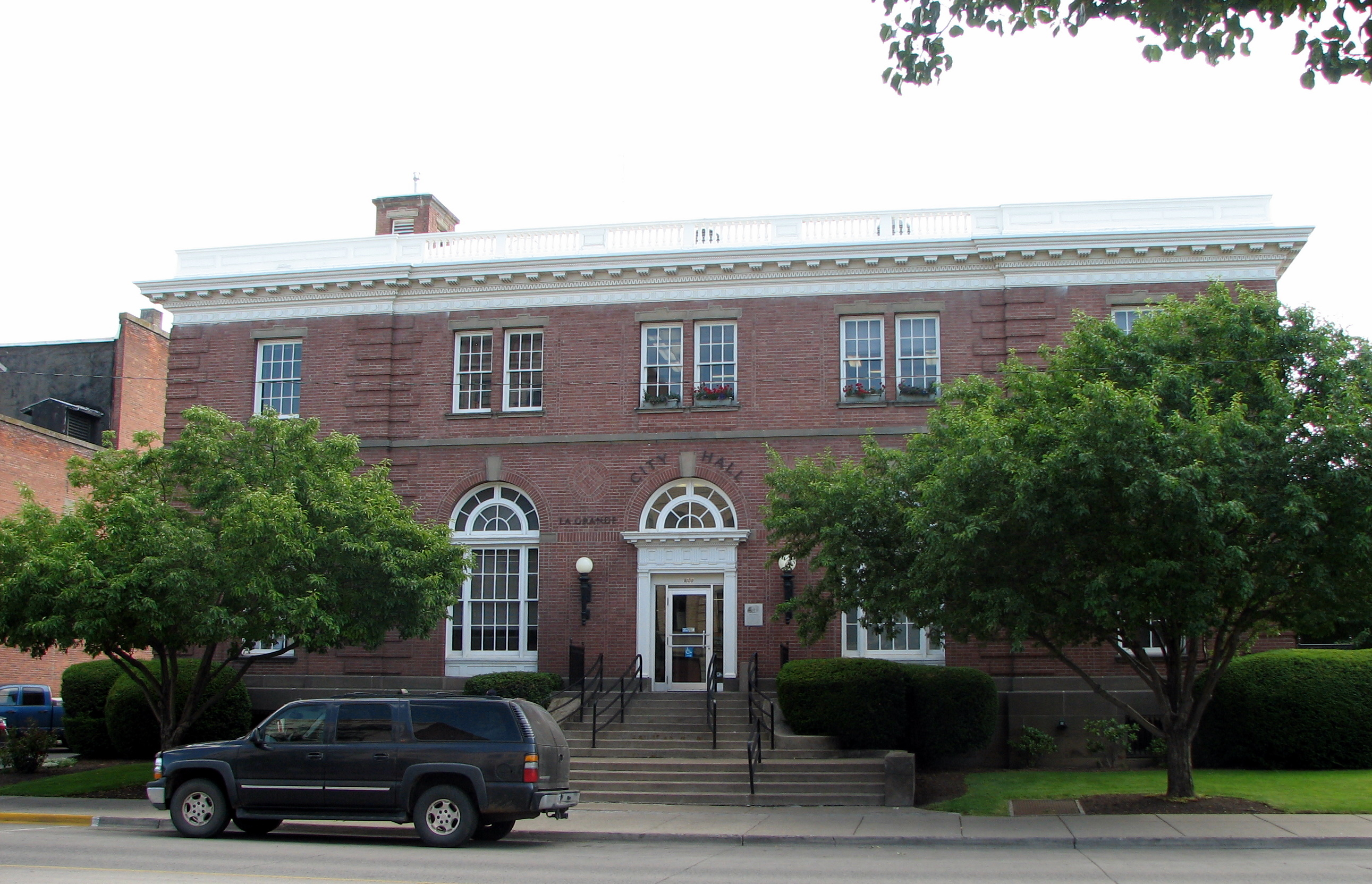
市役所。旧商業地区にあり、古くは郵便局や連邦の施設として用いられていた。

ラグランドには、2001年9月に国家歴史登録財に指定された歴史的な商業地区がある。この地区は42.7-エーカー (17.3 ha)の面積を有し、以下の境界に囲まれている。
- 北東：ジェファーソン通り沿いのオレゴン鉄道航海会社／ユニオン・パシフィック鉄道の線路
- 南　：スプリング通り、グリーンウッド通り、コーヴ通り
- 南西：ワシントン通り
- 西　：4番街

## 教育
市の教育はラグランド公立学区が運営しており、セントラル小学校、アイランドシティ小学校、グリーンウッド小学校、ラグランド中学校、ラグランド高等学校が含まれる。また、市内には東オレゴン大学がある。

## メディア
ラグランド市内では、日刊地域新聞『ザ・オブザーバー』が刊行されている。また、地域のラジオ局ではKLBM AM 1450の他、FMではKEOL FM 91.7、KUBQ FM 98.7、KWRL FM 99.9、KTVR FM 90.3、KCMB FM 104.7、KRJT FM 105.9がある。

## 交通

### 幹線道路

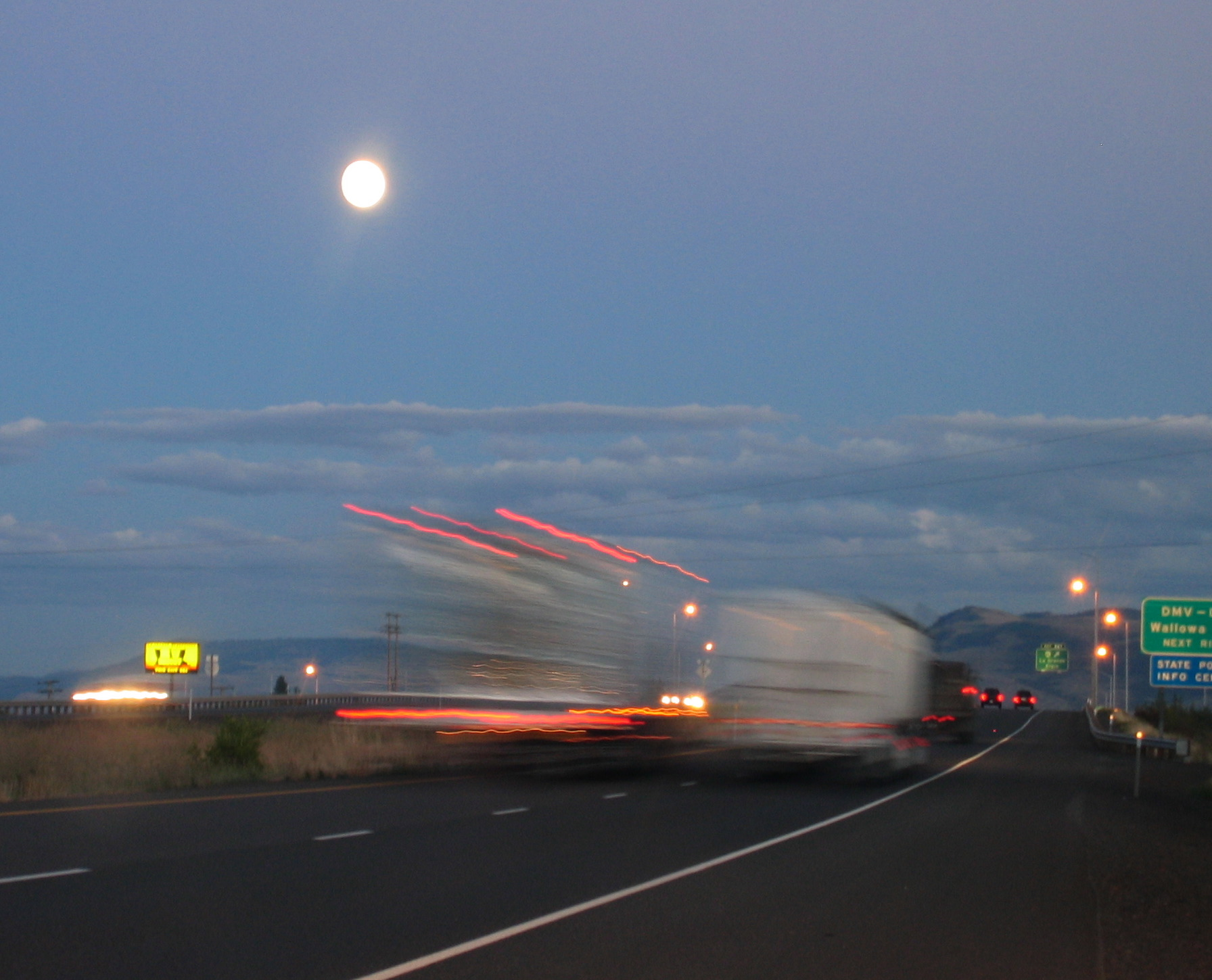
州間高速道路84号線の東方向出口261、ラグランド市方面

- 州間高速道路84号西線は、ラグランドを貫く高速道路である。ペナルトンやベーカーシティ等近隣の都市を通り、ボイシ、オンタリオ、ユマティラ、スポケーン、トリシティズ等の地方主要都市まで続いている。
- 国道30号線は、ラグランド市内を通るメインストリートであり、市内では「アダムズ通り」の名が付いている。
- オレゴン州道82号線は、アダムズ通りとの交差点を起点とする。ラグランド市内では「アイランド通り」もしくは通称で「アイランドシティ・ストリップ」と呼ばれ、ラグランド北部の町アイランドシティのメインストリートとしての機能を果たしている。この路線はワローワ郡の町ジョセフで終点を迎える。
- オレゴン州道237号線は、近隣の町アイランドシティを起点とし、コーブまで続く幹線道路である。ノースパウダーで州間高速道路84号線に合流する形で終点を迎える。
- オレゴン州道203号線はラグランド南東の州間高速道路84号線・国道30号線の交差点付近を起点とし、ユニオンに続く幹線道路である。ベーカーシティの数マイル北で終点となる。グランド・ロンド・バレーの北側を迂回しながらパイルズ峡谷を通るルートを取り、ラッド峡谷へと向かう。

### 鉄道
ラグランドは、ユニオン・パシフィック鉄道（1884年の敷設当時の名称は「オレゴン鉄道航海会社」）のハンチントン区域とラグランド区域における乗務員の交代地点となっている。1977年から1997年まで、ラグランドは、アムトラックにかつて存在した「パイオニア線」（シカゴ、ソルトレイクシティ、ポートランド、シアトルを結んでいた）の一般停車駅だった。またラグランドには、エルジンに向かうアイダホ・ノーザン・アンド・パシフィック鉄道の20マイル長程度の支線のための分岐点がある。

### 航空
- ラグランド・ユニオン郡空港

## 主な住民
- バッキー・バックウォルター：元NBAコーチ、役員
- ロン・ギルバート：コンピューターゲーム・デザイナー、ルーカスアーツのアドベンチャーゲーム類の作品で知られる
- スティーブ・ハウス：プロ・クライマー、登山ガイド
- スティーブ・ウェスト：TVパーソナリティ、テレビ番組『Steve's Outdoor Adventures』のホスト